# Близне
Близне — село в Польщі, у гміні Ясениця-Росельна Березівського повіту Підкарпатського воєводства. Населення — 3216 осіб (2011).

## Історія
Перша згадка про село походить з 1366 р.
Село входило до Березівського повіту Львівського воєводства.
У 1975—1998 роках село належало до Кросненського воєводства.

## Демографія
Демографічна структура станом на 31 березня 2011 року:
|          | Загалом | Допрацездатний вік | Працездатний вік | Постпрацездатний вік |
| -------- | ------- | ------------------ | ---------------- | -------------------- |
| Чоловіки | 1578    | 384                | 1057             | 137                  |
| Жінки    | 1638    | 382                | 963              | 293                  |
| Разом    | 3216    | 766                | 2020             | 430                  |